# Weindorf (Gemeinde Guttaring)
Weindorf ist eine Ortschaft in der Gemeinde Guttaring im Bezirk Sankt Veit an der Glan in Kärnten (Österreich). Die Ortschaft hat 12 Einwohner (Stand 1. Jänner 2024).

## Lage
Weindorf liegt im Westen der Gemeinde Guttaring, im Südwesten der Katastralgemeinde Guttaringberg, etwa 1 ½ km westlich des Gemeindehauptorts Guttaring und etwa 2 km nordöstlich von Althofen.
Zur Ortschaft gehören die Höfe Staudacherhof (Staudachhof, Manhof; Haus Nr. 1; ein im 16. Jahrhundert errichteter Gutshof), Baumhakl (Nr. 2) und Manganellihof (Nr. 3).

## Geschichte
Der Ort wurde 1280 urkundlich genannt.
Der Ortsname weist auf den damals im Raum Althofen bestehenden Weinbau hin.
Auf dem Gebiet der Steuergemeinde Guttaringberg liegend, gehörte Weindorf in der ersten Hälfte des 19. Jahrhunderts zum Steuerbezirk Althofen (Herrschaft und Landgericht). Bei Gründung der Ortsgemeinden 1850 kam der Ort an die Gemeinde Guttaring.

## Bevölkerungsentwicklung
Für die Ortschaft ermittelte man folgende Einwohnerzahlen:
- 1869: 5 Häuser, 46 Einwohner[5]
- 1880: 6 Häuser, 59 Einwohner[6]
- 1890: 5 Häuser, 38 Einwohner[7]
- 1900: 4 Häuser, 35 Einwohner[8]
- 1910: 4 Häuser, 45 Einwohner[9]
- 1923: 4 Häuser, 54 Einwohner[10]
- 1934: 41 Einwohner[11]
- 1961: 5 Häuser (davon 1 unbewohntes Jagdhaus), 33 Einwohner[12]
- 2001: 3 Gebäude (davon 2 mit Hauptwohnsitz) mit 4 Wohnungen; 8 Einwohner und 0 Nebenwohnsitzfälle; 3 Haushalte; 0 Arbeitsstätten, 3 land- und forstwirtschaftliche Betriebe[13]
- 2011: 3 Gebäude, 14 Einwohner, 4 Haushalte, 1 Arbeitsstätte[14]
- 2021: 3 Gebäude, 12 Einwohner, 4 Haushalte, 3 Arbeitsstätten[15]

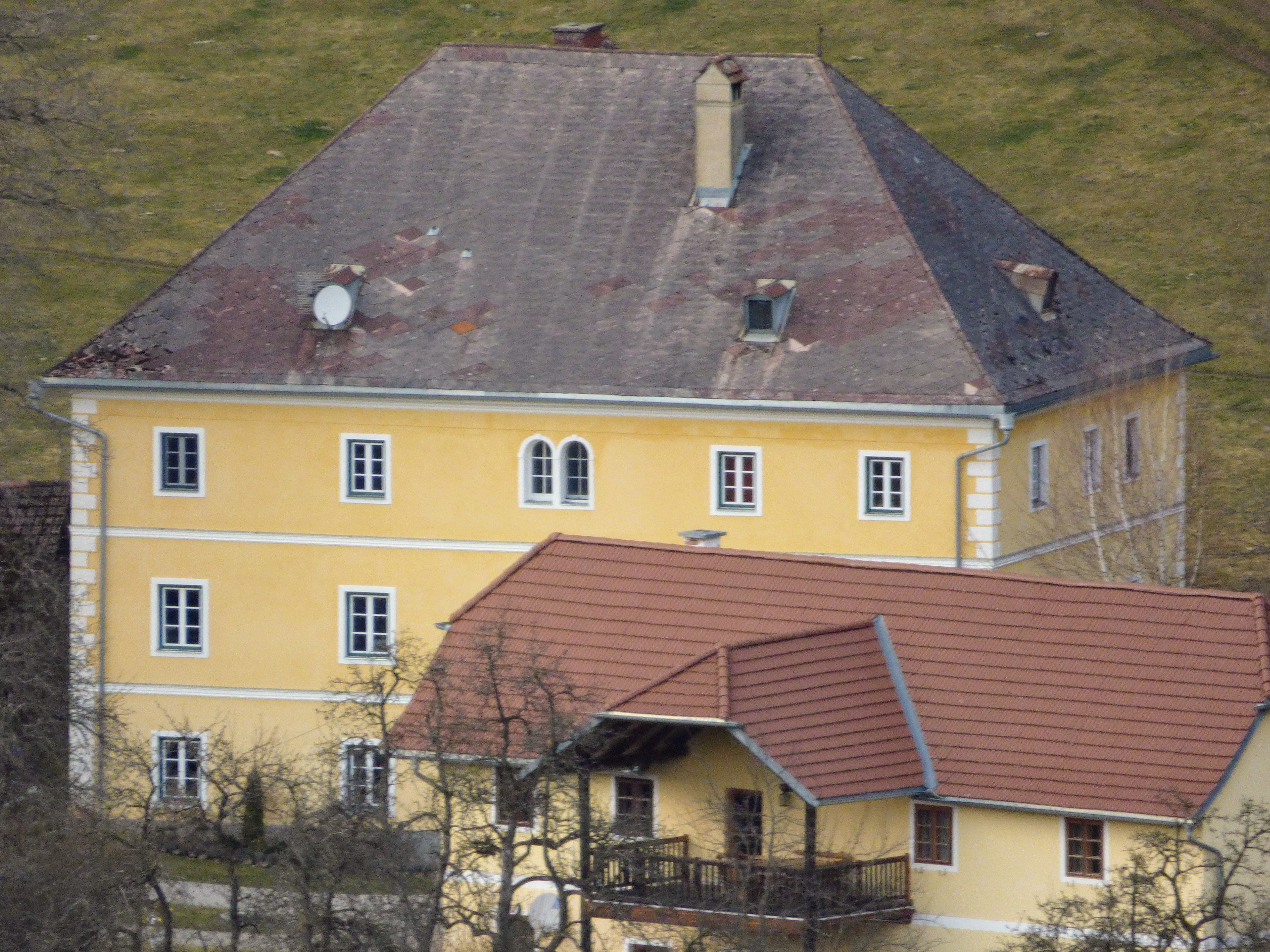
Staudacherhof
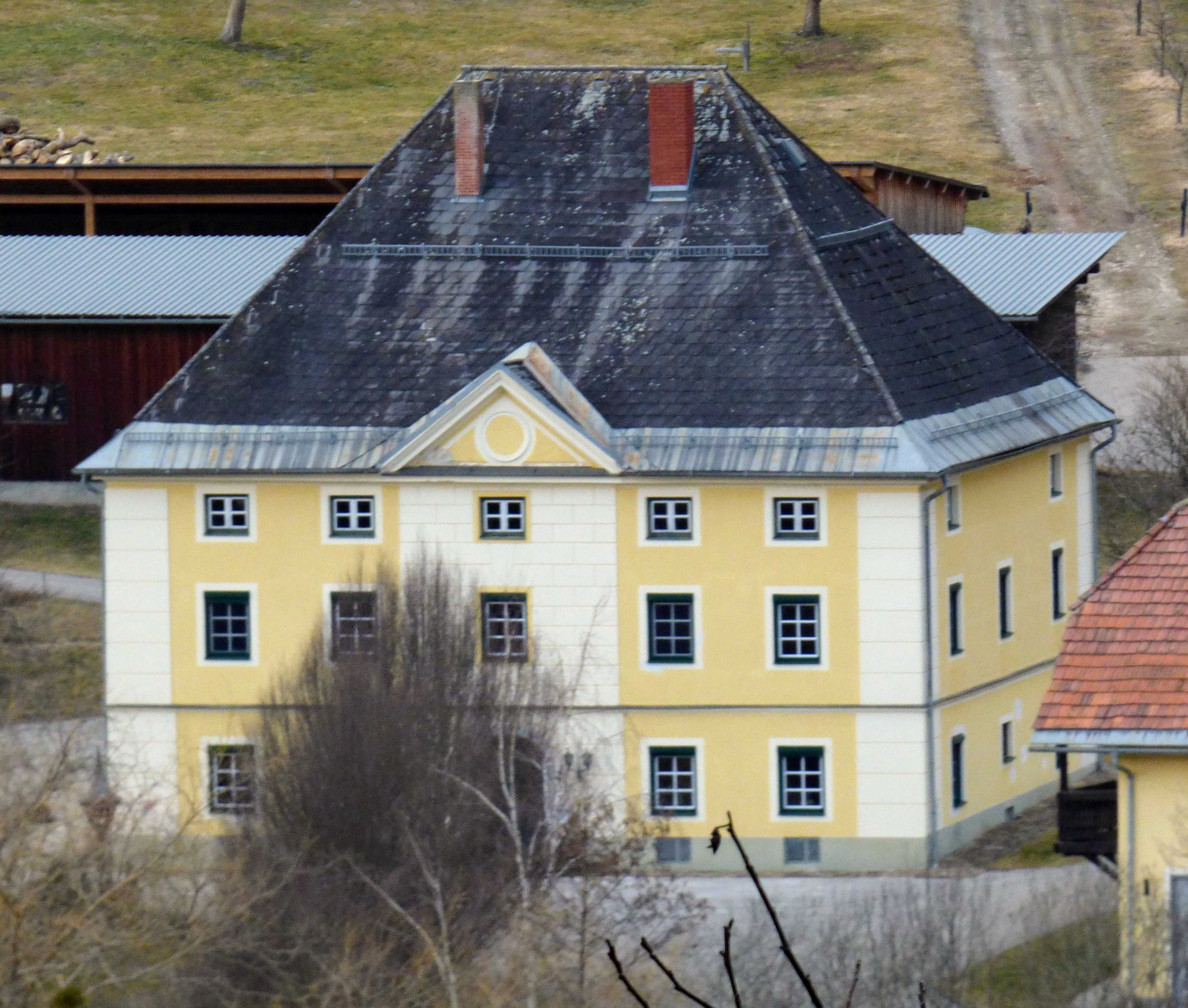
Manganellihof